# Couinae
Couinae Bonaparte, 1852 — подсемейство кукушек семейства Cuculidae.

## Описание
Представители подсемейства Couinae обитают на Мадагаскаре (род Coua) и в Юго-Восточной Азии и Индонезии (род Carpococcyx). В основном, они населяют лесные массивы и густые леса. Это наземные птицы с большими, широко расставленными пальцами и короткими округлыми крыльями. У них яркое эффектное оперение и для них типичен  участок ярко окрашенной голой кожи вокруг глаз. Питаются крупными насекомыми и гусеницами; некоторые из них также едят фрукты.  Couinae никогда не прибегают к гнездовому паразитизму, как другие кукушки Старого Света.

## Систематика
Подсемейство делится на два рода, к которым относятся 14 видов, один из которых вымерший в историческое время и два ископаемых вида:
- Род Carpococcyx — азиатские земляные кукушки
  - Carpococcyx radiceus — Малайская земляная кукушка, обитает только на острове Борнео, в том числе и на его части, принадлежащей Малайзии
  - Carpococcyx viridis — Суматранская земляная кукушка[3], обитает на Суматре
  - Carpococcyx renauldi — Красноклювая земляная кукушка
- Род Coua — мадагаскарские кукушки или коуа
  - † Coua primaeva, позднечетвертичная доисторическая птица
  - † Coua berthae, позднечетвертичная доисторическая птица
  - † Coua delalandei — Мадагаскарская кукушка Делаланда, вымерла в конце XIX века
  - Coua cristata — Хохлатая мадагаскарская кукушка
    - † Coua cristata maxima — известна только по единственному экземпляру (голотипу); вероятно, вымерла в конце XX столетия или это был гибрид

  - Coua verreauxi — Чубатая мадагаскарская кукушка
  - Coua caerulea — Голубая мадагаскарская кукушка
  - Coua ruficeps — Белогорлая мадагаскарская кукушка
  - Coua olivaceiceps
  - Coua reynaudii — Краснолобая мадагаскарская кукушка
  - Coua coquereli — Кокереллева мадагаскарская кукушка
  - Coua cursor — Желтогорлая мадагаскарская кукушка
  - Coua gigas — Гигантская мадагаскарская кукушка
  - Coua serriana — Красногрудая мадагаскарская кукушка